# Ol'ga Safronova
Ol'ga Evgen'evna Bludova, coniugata Safronova (in russo Ольга Евгеньевна Блудова-Сафронова?; Karaganda, 5 novembre 1991), è una velocista kazaka.
Proveniente da una famiglia di atleti, la madre Irina è stata un'ostacolista, il fratello Maksim un'altista, mentre ha sposato il lunghista Konstantin Safronov.

## Palmarès
| Anno | Manifestazione               | Sede           | Evento      | Risultato        | Prestazione | Note                                                             |
| ---- | ---------------------------- | -------------- | ----------- | ---------------- | ----------- | ---------------------------------------------------------------- |
| 2007 | Mondiali allievi             | Ostrava        | 100 m piani | Batteria         | 12"61       |                                                                  |
| 2008 | Campionati asiatici juniores | Giacarta       | 200 m piani | 4ª               | 24"72       |                                                                  |
| 2008 | Mondiali juniores            | Bydgoszcz      | 100 m piani | Batteria         | 12"57       |                                                                  |
| 2008 | Mondiali juniores            | Bydgoszcz      | 200 m piani | Batteria         | 25"55       |                                                                  |
| 2010 | Campionati asiatici indoor   | Teheran        | 60 m piani  | Bronzo           | 7"57        |                                                                  |
| 2010 | Campionati asiatici juniores | Hanoi          | 100 m piani | 4ª               | 12"17       |                                                                  |
| 2010 | Campionati asiatici juniores | Hanoi          | 4×100 m     | dq               | dq          |                                                                  |
| 2010 | Giochi asiatici              | Canton         | 100 m piani | Semifinale       | 11"87       |                                                                  |
| 2010 | Giochi asiatici              | Canton         | 4×100 m     | dnf              | dnf         |                                                                  |
| 2011 | Campionati asiatici          | Kōbe           | 100 m piani | 7ª               | 11"82       |                                                                  |
| 2011 | Campionati asiatici          | Kōbe           | 200 m piani | Bronzo           | 24"29       |                                                                  |
| 2011 | Universiadi                  | Shenzhen       | 100 m piani | Quarti di finale | 11"88       |                                                                  |
| 2011 | Universiadi                  | Shenzhen       | 200 m piani | Quarti di finale | 24"32       |                                                                  |
| 2011 | Mondiali                     | Taegu          | 100 m piani | Batteria         | 11"63       |                                                                  |
| 2012 | Campionati asiatici indoor   | Hangzhou       | 60 m piani  | 4ª               | 7"49        |                                                                  |
| 2012 | Mondiali indoor              | Istanbul       | 60 m piani  | Batteria         | 7"45        |                                                                  |
| 2012 | Giochi olimpici              | Londra         | 100 m piani | Semifinale       | 11"39       |                                                                  |
| 2013 | Universiadi                  | Kazan'         | 100 m piani | 7ª               | 11"55       |                                                                  |
| 2013 | Universiadi                  | Kazan'         | 200 m piani | Semifinale       | 23"95       |                                                                  |
| 2013 | Mondiali                     | Mosca          | 200 m piani | Batteria         | 23"83       |                                                                  |
| 2014 | Campionati asiatici indoor   | Hangzhou       | 60 m piani  | Argento          | 7"41        |                                                                  |
| 2014 | Mondiali indoor              | Sopot          | 60 m piani  | Batteria         | 7"35        |                                                                  |
| 2014 | Giochi asiatici              | Incheon        | 100 m piani | Bronzo           | 11"50       |                                                                  |
| 2014 | Giochi asiatici              | Incheon        | 200 m piani | Oro              | 23"02       |                                                                  |
| 2014 | Giochi asiatici              | Incheon        | 4×100 m     | Argento          | 43"90       |                                                                  |
| 2015 | World Relays                 | Nassau         | 4×100 m     | 14ª              | 44"89       |                                                                  |
| 2015 | Campionati asiatici          | Wuhan          | 100 m piani | 4ª               | 11"47       |                                                                  |
| 2015 | Campionati asiatici          | Wuhan          | 200 m piani | Argento          | 23"46       |                                                                  |
| 2015 | Campionati asiatici          | Wuhan          | 4×100 m     | dq               | dq          |                                                                  |
| 2015 | Mondiali                     | Pechino        | 100 m piani | Batteria         | 11"49       |                                                                  |
| 2015 | Mondiali                     | Pechino        | 200 m piani | Batteria         | 23"28       | Miglior prestazione personale stagionale                         |
| 2016 | Giochi olimpici              | Rio de Janeiro | 100 m piani | Batteria         | 11"50       |                                                                  |
| 2016 | Giochi olimpici              | Rio de Janeiro | 200 m piani | Batteria         | 23"29       |                                                                  |
| 2016 | Giochi olimpici              | Rio de Janeiro | 4×100 m     | Batteria         | dq          |                                                                  |
| 2017 | Campionati asiatici          | Bhubaneswar    | 100 m piani | Argento          | 11"45       |                                                                  |
| 2017 | Campionati asiatici          | Bhubaneswar    | 200 m piani | Bronzo           | 23"47       |                                                                  |
| 2017 | Campionati asiatici          | Bhubaneswar    | 4×100 m     | Oro              | 43"53       |                                                                  |
| 2017 | Mondiali                     | Londra         | 4×100 m     | Batteria         | 45"47       |                                                                  |
| 2017 | Universiadi                  | Taipei         | 100 m piani | 7ª               | 11"53       |                                                                  |
| 2017 | Universiadi                  | Taipei         | 200 m piani | 6ª               | 23"80       |                                                                  |
| 2017 | Universiadi                  | Taipei         | 4×100 m     | Finale           | dq          |                                                                  |
| 2017 | Giochi asiatici indoor       | Aşgabat        | 60 m piani  | Bronzo           | 7"43        |                                                                  |
| 2017 | Giochi asiatici indoor       | Aşgabat        | 4×400       | Finale           | dq          |                                                                  |
| 2018 | Giochi asiatici              | Giacarta       | 100 m piani | 6ª               | 11"43       |                                                                  |
| 2018 | Giochi asiatici              | Giacarta       | 200 m piani | 5ª               | 23"43       |                                                                  |
| 2018 | Giochi asiatici              | Giacarta       | 4×100 m     | Bronzo           | 43"82       |                                                                  |
| 2019 | Campionati asiatici          | Doha           | 100 m piani | Oro              | 11"17       | Record dei campionati · Miglior prestazione personale stagionale |
| 2019 | Campionati asiatici          | Doha           | 200 m piani | Argento          | 22"87       | Miglior prestazione personale stagionale                         |
| 2019 | Campionati asiatici          | Doha           | 4×100 m     | Argento          | 43"36       |                                                                  |
| 2019 | World Relays                 | Yokohama       | 4×100 m     | Batteria         | 43"71       |                                                                  |
| 2019 | Mondiali                     | Doha           | 100 m piani | Batteria         | 11"40       |                                                                  |
| 2019 | Mondiali                     | Doha           | 200 m piani | Batteria         | 23"16       |                                                                  |
| 2019 | Mondiali                     | Doha           | 4×100 m     | Batteria         | 43"79       |                                                                  |
| 2021 | Giochi olimpici              | Tokyo          | 200 m piani | Batteria         | 23"64       |                                                                  |
| 2022 | Mondiali                     | Eugene         | 100 m piani | Batteria         | 11"65       |                                                                  |
| 2022 | Mondiali                     | Eugene         | 200 m piani | Batteria         | 23"50       | w                                                                |
| 2023 | Campionati asiatici indoor   | Astana         | 60 m piani  | Argento          | 7"32        |                                                                  |
| 2023 | Campionati asiatici          | Bangkok        | 200 m piani | 6ª               | 23"63       |                                                                  |
| 2023 | Campionati asiatici          | Bangkok        | 4x100 m     | Finale           | dq          |                                                                  |
| 2023 | Giochi asiatici              | Hangzhou       | 200 m piani | 4ª               | 23"67       |                                                                  |
| 2024 | Giochi olimpici              | Parigi         | 200 m piani | Ripescaggio      | 23"70       |                                                                  |